# Hallenhockey-Bundesliga 2020/21 (Herren)
Die Saison der Hallenhockey-Bundesliga 2020/21 der Herren sollte am 28. November beginnen. Die Endrunde der Damen und Herren war für den 30. und 31. Januar 2021 geplant.
Im Dezember 2020 wurde die Hallensaison aufgrund der Corona-Pandemie abgesagt.

## Teilnehmer
Nord
- DTV Hannover
- Der Club an der Alster
- Uhlenhorster HC
- Harvestehuder THC
- Hamburger Polo Club
- DHC Hannover

Ost
- Berliner HC
- Zehlendorfer Wespen
- TuS Lichterfelde Berlin
- Mariendorfer HC
- TC Blau-Weiss Berlin
- Cöthener HC 02

Süd
- TSV Mannheim
- Mannheimer HC
- SC Frankfurt 1880
- Münchner SC
- TG Frankenthal
- Nürnberger HTC

West
- KTHC Stadion Rot-Weiss
- Uhlenhorst Mülheim
- Crefelder HTC
- Düsseldorfer HC
- Schwarz-Weiß Neuss
- Kölner HTC Blau-Weiss